# 9496 Ockels
9496 Ockels là một tiểu hành tinh vành đai chính đặt tên theo Dutch astronaut Wubbo Ockels.